# Departamento de Izabal
Izabal, oficialmente el Departamento de Izabal, es uno de los veintidós departamentos que conforman la República de Guatemala, está situado en la región nor-oriental. Limita al norte con el departamento de Petén, con Belice y el mar Caribe; al sur con el departamento de Zacapa; al este con Honduras; y al oeste con el departamento de Alta Verapaz. La cabecera departamental, Puerto Barrios, se encuentra a una distancia de 308 km. de la Ciudad de Guatemala. En el centro del departamento se encuentra el lago de Izabal, el más grande de Guatemala. El departamento posee una superficie de 9 038 km que lo convierte en el segundo departamento más grande del país.

## Toponimia
Respecto a la etimología de Izabal, se cree que se refiere al Golfo Dulce; sin embargo, también podría decirse que proviene del vasco o vascuence, en cuyo idioma Zabal equivale a ancho, posiblemente por la bahía. Es preciso recordar que los miembros del Real Consulado de Comercio en su mayoría eran vascos, o sus descendientes. Según indicó Fuentes y Guzmán, al Golfo Dulce le vino el nombre por lo dulce de sus aguas.
Otra Propuesta: su nombre podría venir del maya yucateco como del chol: deformación de Itzá > Iza. "Bal" = Bajo en ambas lenguas. Refiere al otro lago de la región "Peten Itza" 125 km al norte (110 m de altura en la selva del Peten, como Lago alto de los Itzá)
Izabal fue el lago bajo de los Itza, que está casi al nivel de la mar.

## Demografía

### Población en Izabal
Sobre el Mar Caribe, específicamente en el municipio Livingston y parte de Puerto Barrios se habla en caribe-arahuaco o garífuna, cuyos habitantes son el resultado del mestizaje de tres grupos étnicos: Los indios caribes (naturales de esas islas), los arahuacos originarios de la América del Sur y de los negros procedentes de África.
Según Leiva Vivas, la situación económica de España era muy difícil, a pesar de que poseía el imperio más grande en América, viéndose obligada a conceder las operaciones del comercio de esclavos negros a empresas extranjeras, iniciándose el primer tráfico negro hacia Santo Domingo y Cuba.
Carlos I otorgó el primer asiento el 12 de febrero de 1528 a Enrique Ehinger y Jerónimo Sayler, de nacionalidad alemana, para introducir esclavos negros en tierra de América. Por asiento debió entenderse un convenio o contrato por medio del cual un particular o una compañía se comprometía con el gobierno español para transportar esclavos negros a las colonias españolas en América.
La historia de los negros caribes principia en San Vicente, una isla de las Antillas Menores, a donde llegaron descendientes de esclavos africanos, sobrevivientes de naufragios o fugitivos de las plantaciones de las islas vecinas, procedentes probablemente de diferentes partes de África Occidental y del Congo, donde se mezclaron con los indios caribes.
A fin de poder sobrevivir, los negros tuvieron que aprender de los indios caribes sus métodos agrícolas y su tecnología fundamental, es decir, el cultivo de la mandioca, la elaboración del pan de mandioca y la fabricación de todos los utensilios que son parte del proceso relacionado con la mandioca, como las canastas para acarrear el producto, pilones de madera, ralladores, exprimidores para sacar el jugo de la mandioca silvestre, cernederos y morteros de madera. Basaron su alimentación en plantas cultivadas y silvestres y aprendieron técnicas de pesca.
El mestizaje de estos tres grupos continuó durante mucho tiempo y no fue sino hasta principios del siglo XIX que un grupo se trasladó a las costas de Centroamérica, especialmente de Belice, Honduras y Guatemala, asentándose en este país, en las costas de Livingston y Puerto Barrios.
Un aspecto particular de su historia es que algunos de sus actuales municipios se constituían en territorios libres de trabajos forzados y repartimientos, por lo que muchos indígenas lograron huir de sus pueblos y se establecieron en pequeñas parcelas desarrollando una economía de subsistencia, especialmente en El Estor. Además trabajaron en actividades propias de los puertos, las cuales requerían de fuerza no solo indígena, sino también de raza negra.

## Geografía física
Su topografía es bastante variada, aunque las alturas de las cabeceras municipales apenas oscila entre los 0,67 m s. n. m. en Puerto Barrios y 77 m s. n. m. en los Amates. La climatología es generalmente cálida, con fuertes lluvias durante el invierno.

### Hidrografía
Como recurso hídrico de suma importancia en este departamento se encuentra el Lago de Izabal que es el de mayor extensión de la República, con dimensiones aproximadas de 50 km de largo por 25 km de ancho. Es alimentado por el río Polochic y desagua por el Río Dulce atravesando el Golfete Dulce. Las aguas del lago, son expuestas a tempestades fuertes, tienen abundancia de peces, cocodrilos, lagartos, y en sus orillas se pueden admirar grandes grupos de garzas y variedad de aves acuáticas y muchos mamíferos. En este lago se encuentra el manatí (´´trichechus manatus´´), que es un ejemplar poco conocido, cuya especie se ha ido reduciendo por la caza de que ha sido objeto, su carne excelente y su grasa muy apetecida. También existe una variedad de tiburón de agua dulce que se ha aclimatado.
Río Dulce, que tiene 36 km de largo y desemboca en el Mar Caribe, forma, a poca distancia del lago, un golfete que tiene 61,8 km² de área.

### Orografía
El aspecto físico del departamento es variado, sorprendente y hermoso; sus montañas vírgenes de incalculables riquezas, así como la majestuosidad de sus selvas y rico subsuelo. Se encuentra la imponente sierra de las Minas, así como las sierras de Santa Cruz, del Merendón, y del Espíritu Santo que se elevan hasta unos 2 000 metros sobre el nivel del mar; las montañas: de Grita, Del Gallinero y del Mico; y también se encuentra el cerro San Gil, en Livingston.

## Demografía
A continucación se presenta una lista de datos demográficos recolectados en base al censo del 2018, en donde se destacan tres pilares, como lo son la Población, Vivienda y Educación del Departamento de Izabal.
 Izabal  cuenta con un total de 408,688 habitantes registrados según los datos del Censo 2018 y para el 2024 se estima un poco más de 450,000 personas en el departamento.
| Gráfica de evolución demográfica de Departamento de Izabal entre 1880 y 2024                               |
| |
| Población de los censos y conteos del Instituto Nacional de Estadística de Guatemala (INE) de 1880 a 2024. |

### División administrativa
Este departamento cuenta con cinco municipios que son:
1. Puerto Barrios.
2. Livingston.
3. El Estor.
4. Morales.
5. Los Amates.

### Población de Izabal según municipio
| N. | Municipio      | Población (2018) |
| -- | -------------- | ---------------- |
| 1  | Puerto Barrios | 100 593          |
| 2  | Morales        | 100 361          |
| 3  | Livingston     | 73 492           |
| 4  | El Estor       | 73 328           |
| 5  | Los Amates     | 60 914           |
| -  | Izabal         | 408 688          |

## Desarrollo
El informe de desarrollo humano publicado en 2022, La celeridad del cambio, una mirada territorial del desarrollo humano 2002 – 2019, donde se observó el cambio y el avance que ha habido en el país entre 2002 y 2019 . El Departamento de Izabal se ubica en el décimo cuarto puesto entre los 22 departamentos en IDH. Izabal pasó de tener un IDH de 0,519 a 0,626 creciendo más que la media nacional. Izabal tiene 1 municipio con IDH Alto y 4 con IDH Medio. Puerto Barrios tiene el desarrollo más alto con 0,710 mientras El Estor el más bajo con 0,564
| N. | Municipio      | IDH 2018 | IDH 2002 |
| -- | -------------- | -------- | -------- |
| 1  | Puerto Barrios | 0,710    | 0,620    |
| 2  | Morales        | 0,647    | 0,540    |
| 3  | Los Amates     | 0,622    | 0,513    |
| 4  | Livingston     | 0,590    | 0,475    |
| 5  | El Estor       | 0,564    | 0,449    |
| -  | Izabal         | 0,626    | 0,519    |

| N. | Municipio      | IDH Según Indicadores | IDH Según Indicadores | IDH Según Indicadores |
| N. | Municipio      | Salud                 | Educación             | Nivel de Vida         |
| -- | -------------- | --------------------- | --------------------- | --------------------- |
| 1  | Puerto Barrios | 0,874                 | 0,582                 | 0,704                 |
| 2  | Morales        | 0,852                 | 0,488                 | 0,651                 |
| 3  | Los Amates     | 0,827                 | 0,463                 | 0,629                 |
| 4  | Livingston     | 0,766                 | 0,441                 | 0,608                 |
| 5  | El Estor       | 0,731                 | 0,425                 | 0,577                 |
| -  | Izabal         | 0,809                 | 0,479                 | 0,633                 |

### Población que vive en el departamento según IDH
| N. | Municipio      | IDH 2018 | Población (2018) | Según Desarrollo |
| -- | -------------- | -------- | ---------------- | ---------------- |
| 1  | Puerto Barrios | 0,710    | 100 593          | 100,593          |
| 2  | Morales        | 0,647    | 100 361          | 308,095          |
| 3  | Los Amates     | 0,622    | 60 914           | 308,095          |
| 4  | Livingston     | 0,590    | 73 492           | 308,095          |
| 5  | El Estor       | 0,564    | 73 328           | 308,095          |
| -  | Izabal         | 0,626    | 0,626            | 0,626            |

### Ubicación geográfica
| Noroeste: Petén, departamento de Guatemala     | Norte: Belice                          | Nordeste: Mar Caribe |
| Oeste: Alta Verapaz, departamento de Guatemala |                                        | Este: Honduras       |
|                                                | Sur: Zacapa, departamento de Guatemala |                      |

### Zonas de vida vegetal
En este departamento se observan claramente 6 zonas de vida vegetal, según la clasificación propuesta por Holdridge en el año de 1978, siendo éstas:
- bs - S Bosque Seco Subtropical
- bmh - T Bosque Muy Húmedo Tropical
- bh-S(t) Bosque Húmedo Subtropical Templado
- bmh-S (f) Bosque Muy Húmedo Subtropical Frío
- bmh-S(c) Bosque Muy Húmedo Subtropical Cálido
- bp - MB Bosque Pluvial Montano Bajo Subtropical.

### Áreas protegidas
En Izabal existen varias zonas que se han denominado áreas protegidas, entre las cuales están:
- El Refugio de Vida Silvestre Punta de Manabique, con 132 900 hectáreas, coadministrado por FUNDARY:
- La Reserva de la Biósfera de las Minas, con 96 000 ha, la cual es administrada por los Defensores de la Naturaleza;
- El parque nacional Bahía de Santo Tomás, con 1000 ha, siendo administrada por CONAP;
- La reserva protectora de manantiales Cerro San Gil, que tiene 45 000 hectáreas, administrada por FUNDAECO;
- La reserva biológica de Río Dulce, con 7200 hectáreas, que administra CONAP;
- El biotopo protegido del Manatí Chocón Machacas, con 6265 ha que administra CECON-USAC;
- Reserva Natural Privada el Higuerito, con 1266 ha, la cual es administrada por Juan Antonio Paz;
- La Reserva Natural privada Río Blanco, con 136 ha que administra Agro-industrias;
- El refugio de vida silvestre Bocas del Polochic, con 20 760 ha que administran los Defensores de la Naturaleza;
- La sierra de las Minas con 140 300 ha que administran los Defensores de la Naturaleza;
- Monumento natural Quiriguá, con 34 ha que administra IDAEH; y
- El parque nacional Cuevas del Silvino, con 8 ha que administra CONAP.

### Vías de comunicación
Sus principales vías de comunicación con la capital son la carretera Interoceánica o del Atlántico CA-9; las vías férreas del Ferrocarril del Norte que atraviesa el departamento; cuenta con vías aéreas; y vías marítimas como los puertos: Santo Tomás de Castilla y Puerto Barrios que son los principales puertos de entrada en el mar Caribe, donde anclan barcos de diferente calado.

### Geología
En Izabal, se pueden encontrar en gran parte de su territorio, carbonatos neocomianos - Campanienses que incluye formaciones cobán, Ixcoy, campur, sierra madre y grupo yojoa (Ksd); rocas del período paleozoico, donde predominan las rocas metamórficas sin dividir, filitas, esquistos cloríticos y granatíferos, esquistos y gneises de cuarzo(Pzm); los Aluviones Cuaternarios (Qa); Carbonífero - Pérmico (CPsr); y Predominan las fallas geológicas: inferidas y cubiertas, que se pueden observar gran cantidad de ellas.

### Capacidad productiva de la tierra
Para evidenciar con que capacidad productiva de terreno se cuenta en este departamento, en Guatemala de acuerdo con el Departamento de Agricultura de los EE. UU., existen 8 clases de clasificación de capacidad productiva de la tierra, en función de los efectos combinados del clima y las características permanentes del suelo. De estas 8 clases agrológicas la I, II, III Y IV son adecuadas para cultivos agrícolas con prácticas culturales específicas de uso y manejo; las clases V, VI, y VII pueden dedicarse a cultivos perennes, específicamente bosques naturales o plantados; en tanto que la clase VIII se considera apta solo para parques nacionales, recreación y para la protección del suelo y la vida silvestre.
En Izabal están representadas siete de las ocho clases agrológicas indicadas, predominando las clases VIII, VII y IV.

## Historia

### Conquista española
A mediados del siglo xvi los dominicos establecieron su control en Xocolo en la orilla del lago de Izabal y los mercedarios tuvieron presencia en Amatique;  la región se llamó entonces alcaldía mayor de Amatique, en la provincia del Golfo Dulce..  Los mercedarios poseían un convento, aprovechando la proximidad del poblado conocido como «villa de españoles de Nueva Sevilla», que estaba en la ribera meridional del Río Polochic.  La región en ese entonces tenía 140 km de este a oeste y 120 de norte a sur, y colindaba con la bahía de Honduras al norte, con la provincia de Comayagua al este, con Provincia de Chiquimula al sur y con la Verapaz al oeste. A pesar de ser fértil y frondosa, los conquistadores se dieron cuenta de que era un ambiente muy húmedo y propenso a enfermedades.
Había tres poblados alrededor del Golfo Dulce: Amatique —al sur del río Dulce—, Xocolo —al norte del río, en la ubicación donde posteriormente se construyó el Castillo de San Felipe— y Santo Tomás, al sureste de Amatique.  Y tierra adentro, se estableció la ya indicada villa de Nueva Sevilla, la cual fue inaugurada en 1544 con la intención de que fuera el punto de encuentro en los españoles que habitaban en la ciudad de Santiago de los Caballeros de Guatemala y los que iban y venían de Europa.
Sin embargo, cuando el poblado Nueva Sevilla desapareció cuando le llegaron quejas infundadas de desmanes de los pobladores a los religiosos de la Orden de Predicadores, los mercedarios quedaron expuestos a los ataques de piratas y sin ayuda de las autoridades españolas, por lo que decidieron abandonar el solar que tenían en Amatique y entregarlo al obispo de Trujillo, Cristóbal de Pedraza, en 1549. Solamente Xocolo permaneció y para 1574 era la estación de paso más importante para las expediciones europeas en el interior; sin embargo, se hizo tristemente célebre entre los misioneros dominicos por las prácticas de brujería de sus habitantes y aunque siguió siendo una importante estación de paso de europeos hasta finales de 1630, fue abandonada en 1631.
En 1598 Alonso Criado de Castilla fue nombrado gobernador de la Capitanía General de Guatemala. Debido al mal estado de Puerto Caballos en la costa de Honduras y su exposición a repetidos ataques de los piratas, envió un navío piloto para explorar el lago de Izabal. Como resultado de la exploración y después de que se le concedió el permiso real, Criado de Castilla ordenó la construcción de un nuevo puerto, llamado Santo Tomás de Castilla, en un lugar favorable en la bahía de Amatique, cerca del lago. Desde luego comenzó la construcción de una carretera desde el puerto hasta la nueva capital de la colonia, situada en Antigua Guatemala, siguiendo el curso del valle del Motagua hacia las tierras altas. Los guías indígenas que exploraron la ruta desde las tierras altas no quisieron seguir río abajo, más allá de tres leguas por debajo de Quiriguá, por la hostilidad de los toqueguas que vivían en esta zona.
En abril de 1604, los líderes de Xocolo y Amatique, respaldados por la amenaza de represalias españolas, lograron convencer a una comunidad de ciento noventa toqueguas de reasentarse en la costa de Amatique. El nuevo asentamiento de inmediato sufrió una caída en la población y, aunque algunas fuentes reportaban su extinción antes de 1613, los frailes mercedarios siguieron atendiendo a los toqueguas de Amatique en 1625. En 1628 los poblados de los choles manche fueron puestos bajo la administración del gobernador de Verapaz, con Francisco Morán como su jefe eclesiástico. Morán favorecía un enfoque más robusto para la conversión de los manche ordenó el ingreso de soldados españoles para proteger la región contra los ataques de los Itzá en el norte. Sin embargo, el establecimiento de la nueva guarnición española en un área que antes no había visto una fuerte presencia militar española, provocó una rebelión de los manches y fue seguido por el abandono de los asentamientos indígenas. En 1699, los toqueguas habían dejado de existir como pueblo, debido a la combinación de una elevada mortalidad y los matrimonios mixtos con los indígenas de Amatique. En esta época los españoles decidieron iniciar la reducción de las poblaciones mopanes independentes (o «salvaje» desde el punto de vista español) que vivían al norte del lago de Izabal. En aquel tiempo, la orilla norte del lago, aunque fértil, estaba muy despoblada. Por lo tanto, los españoles planeaban traer los mopanes de la selva en el norte hacia una zona donde sería más fácil controlarlos.
Durante la campaña para conquistar el reino itzá en el Petén a finales del siglo xvii, los españoles también mandaron expediciones para hostigar y reasentar los mopanes al norte del Lago de Izabal y los choles en los bosques al este de Amatique. Fueron reasentados en la reducción colonial de San Antonio de las Bodegas en la orilla sur del lago y en San Pedro de Amatique. En la segunda mitad del siglo xviii la población indígena de estos pueblos había desaparecido. Los habitantes de la zona estaban únicamente compuestos de españoles, mulatos y otros de raza mixta, todos asociados con el Castillo de San Felipe, la fortaleza que guardaba la entrada al lago de Izabal. La principal causa de la drástica despoblación del lago de Izabal y del delta del Motagua fueron las constantes incursiones en busca de esclavos por parte de los zambos mosquitos de la costa del Caribe las cuales acabaron con la población maya de la región, con los mayas capturados siendo vendidos como esclavos en la colonia británica de Jamaica.

#### El Castillo de San Felipe de Lara

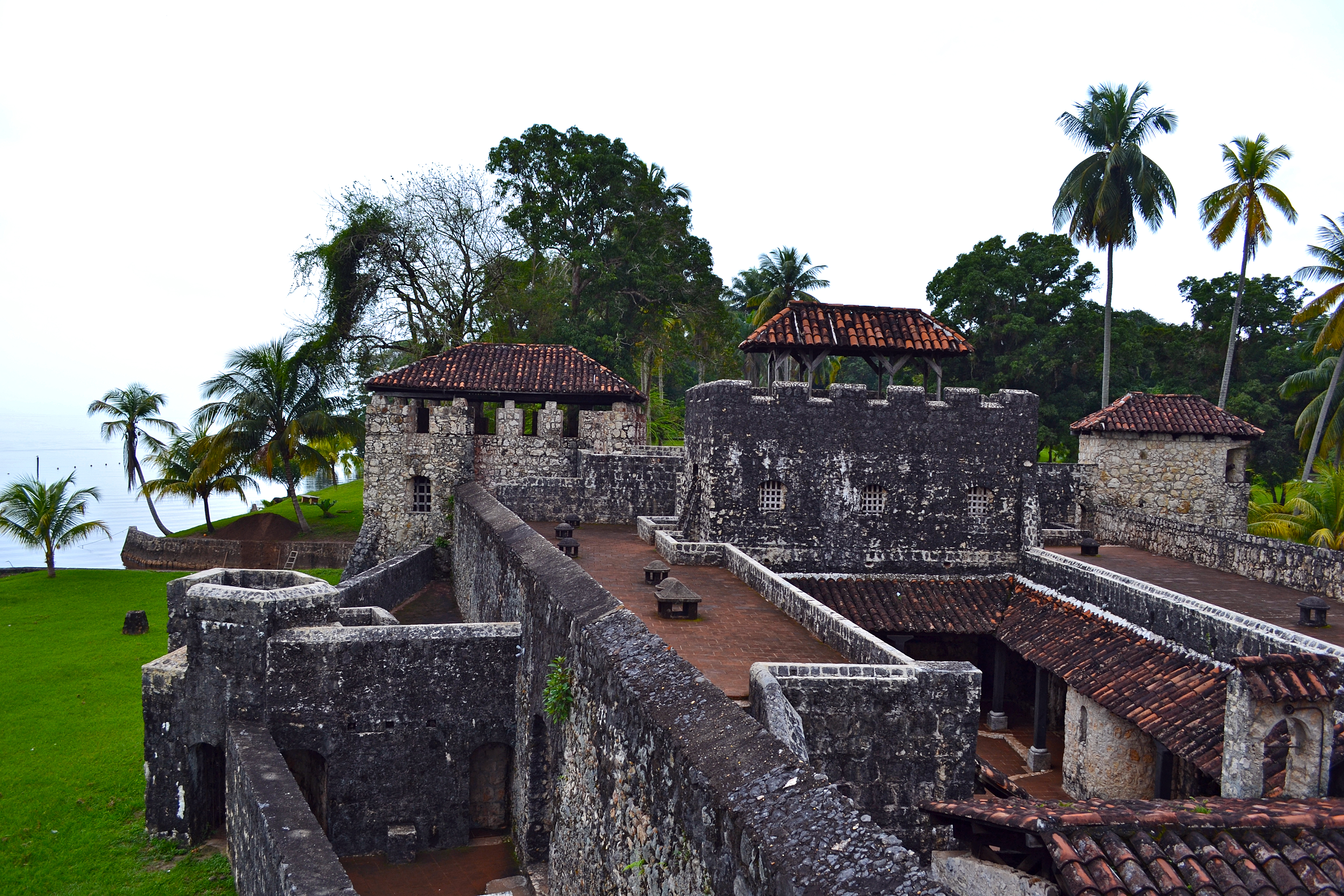
Castillo de San Felipe de Lara en el Lago de Izabal.

El Castillo de San Felipe de Lara es una fortaleza ubicada en la desembocadura del río Dulce con el Lago de Izabal en el oriente de Guatemala. Fue construida en 1697 por Diego Gómez de Ocampo para proteger las propiedades coloniales contra los ataques de los piratas ingleses. El río Dulce conecta el lago de Izabal con el mar Caribe y estuvo expuesto a repetidos ataques de piratas entre el siglo XVI y el siglo XVIII. El rey Felipe II de España ordenó la construcción de la fortaleza para contrarrestar el pillaje por los piratas. En 2002 fue inscrito en la lista tentativa del Patrimonio de la Humanidad de UNESCO.
Por el año de 1803, según documentos que obran en el Archivo General de Centroamérica, apareció el primer reglamento para embarques y desembarques del Real Consulado, en que se menciona a Izabal.

### Tras la Independencia de Centroamérica
Tras la Independencia de Centroamérica, Izabal fue un distrito del departamento de Verapaz del Estado de Guatemala, el cual fue fundado en 1825. 
La constitución del Estado de Guatemala promulgada el 11 de octubre de 1825 —y no el 11 de abril de 1836, como numerosos historiadores han reportado incorrectamente — creó los distritos y sus circuitos correspondientes para la administración de justicia según el Código de Lívingston traducido al español por José Francisco Barrundia y Cepeda; Izabal fue parte del circuito de Zacapa que pertenecía al distrito N.º 4 (Chiquimula) e incluía a Santa Lucía, San Pablo, Gualán, Río Hondo, Trapiche, Estanzuela, Uzumatán y Teculután.
El 12 de septiembre de 1839, luego de la separación del Estado de Los Altos, el Estado de Guatemala se reorganizó en siete departamentos y dos distritos independientes: 
- Departamentos: Chimaltenango, Chiquimula, Escuintla, Guatemala, Mita, Sacatepéquez, y Verapaz
- Distritos: Izabal y Petén[18]

Aparte de los distritos independientes, hubo también distritos adscritos a los departamentos, como fue el caso de Amatitlán.  La diferencia entre los departamentos y los distritos independientes era que los departamentos fueron instituidos en donde había curatos y poblados definidos, mientras que los distritos lo fueron en las regiones más alejadas e inhóspitas del estado.  Los poblados fueron definidos utilizando el listado que generó el gobierno del Dr. Mariano Gálvez en 1836 para implementar los fracasados juicios de jurados, y cada departamento estaba dividido en distritos menores para su mejor gobierno.
Tras la sangrienta recuperación del Estado de Los Altos por parte de Carrera, el 26 de febrero de 1840 los departamentos del mismo, Quetzaltenango y el Barrio, se reintegraron al Estado de Guatemala a petición de los pobladores indígenas de las municipalidades fuera de Quetzaltenango.  Sin embargo, tras la salida de Carrera del poder en 1848, el Estado de Los Altos nuevamente se separó de Guatemala, pero cuando era inminente el retorno del caudillo conservador, el 8 de mayo de 1849 se firmó un convenio entre el general Mariano Paredes, presidente de la República de Guatemala y el general Agustín Guzmán en la ciudad de Antigua Guatemala para que los territorios separados se reincorporaron a la nación guatemalteca.

### Exploración arqueológica

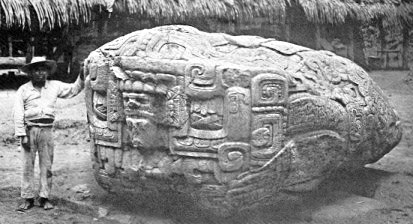
Zoomorfo B –Fotografía de Alfred Maudslay.

El primer visitante europeo en publicar un relato sobre las ruinas mayas de Quiriguá y su entorno fue el arquitecto y artista británico Frederick Catherwood, que llegó a las ruinas en 1840. El propietario anterior, con el apellido de Payés, había relatado la existencia de las ruinas a sus hijos y a Carlos Meiney, un inglés de Jamaica residente en Guatemala. El anciano Payés había fallecido recientemente y sus tierras pasaron a sus hijos. Como ninguno de los hijos Payés, ni Meiney habían visitado las ruinas, invitaron a John Lloyd Stephens y Catherwood a unirse a ellos en su primer viaje al sitio. Stephens tenía otras obligaciones que atender, pero Catherwood acompañó los hermanos Payés a Quiriguá. Debido a condiciones climáticas adversas, solamente pudieron permanecer un corto tiempo en las ruinas, pero Catherwood logró hacer dibujos de dos de las estelas, los cuales fueron publicados con un breve relato de su visita en el libro de John Lloyd Stephens Incidents of Travel in Central America, Chiapas, and Yucatan en 1841. Quiriguá fue el primer sitio que Stephens y Catherwood podían afirmar haber descubierto. Un relato más extenso de las ruinas fue escrito por el Dr. Karl Scherzer en 1854.
El explorador y arqueólogo Alfred Maudslay visitó Quiriguá durante tres días en el año 1881; fueron las primeras ruinas precolombinas que había visto y quedó tan impresionado que se interesó en la arqueología de América Central para el resto de su vida. Pudo volver en tres ocasiones, e hizo los primeros esfuerzos para limpiar los monumentos para poder estudiarlos. Llevó a cabo un examen muy completo e hizo un registro fotográfico de todos los monumentos visibles, realizó algunas pequeñas excavaciones, hizo moldes de papel y yeso de las inscripciones jeroglíficas e hizo un registro de las principales esculturas. Estos moldes fueron enviados al Victoria and Albert Museum, y las réplicas trasladadas al Museo Británico.

### Colonización belga de 1844
La colonización se inició con la expedición del barco enviado por el monarca Leopoldo I de Bélgica en 1842. Cuando los belgas observaron las riquezas naturales que poseía la región de Izabal, decidieron establecerse en Santo Tomás de Castilla varios colonos para construir infraestructura en la región; Carrera, aconsejado por Juan José de Aycinena y Piñol les dio la región a perpetuidad a cambio de que la compañía pagara dieciséis mil pesos cada año al gobierno de Guatemala. Los colonos tenían que convertirse al catolicismo y adoptar la ciudadanía guatemalteca, pero tenían el privilegio de tener su propio gobierno; también se comprometieron a dar al gobierno guatemalteco dos mil fusiles, a construir un puente de metal sobre el río Motagua y a construir un puerto en la bahía de Amatique, en la localidad de Santo Tomás de Castilla.  Además de las obras de infraestructura, Carrera consideraba que la colonia de belgas católicos era una buena contención a las pretensiones de los británicos protestantes y su contrabando comercial en Belice.
En 1844, el distrito de Santo Tomás de Castilla fue colonizado por la Comunidad de la Unión, patrocinada por la Compañía Belga de Colonización; el gobierno del Estado de Guatemala, había concedido el distrito de Santo Tomás a dicha compañía por medio del decreto de la Asamblea Constituyente de Guatemala el 4 de mayo de 1843. 
Los primeros setenta y seis colonos arribaron junto con los fusiles prometidos y los primeros sacerdotes jesuitas que regresaban a Guatemala desde 1765; el representante de la colonia, Remy de Puydt prometió que otros setecientos colonos arribarían en los próximos meses e iniciarían los trabajos a que se comprometió para obtener la concesión.  Pero las condiciones del área eran inhóspitas y empezaron a mermar rápidamente la salud de los belgas.  Para 1850, la colonia ya había fracasado, las obras de infraestructura prometidas no se construyeron, y los colonos belgas se habían dispersado al interior de la República de Guatemala.

### Creación del departamento de Izabal
El 8 de mayo de 1866, el gobierno del mariscal Vicente Cerna y Cerna elevó a Izabal a la categoría de departamento por el acuerdo que dice:
| Palacio de Gobierno Guatemala 8 de mayo de 1866, Habiendo tomado en consideración la solicitud hecha por la municipalidad de San Marcos, para que el distrito de este nombre fuese elevado al rango de departamento: atendiendo a que el nombre de distrito que llevan hasta el día de hoy algunas divisiones territoriales de la república, la que tuvo su origen en un sistema que ya no existe; y Considerando así mismo, que el régimen político militar, judicial y económico es actualmente uniforme en la república. El Presidente En uso de las facultades que le da el decreto del 9 de septiembre de 1839, tiene a bien acordar: -Que los territorios de San Marcos, Huehuetenango, Petén, Izabal y Amatitlán, que han conservado la denominación de distritos, se les dé en lo sucesivo la de departamento, debiendo en consecuencia sus autoridades tomar las mismas denominaciones que usan las de los otros departamentos de la república, sin que ninguno de ellos conserve dependencia de otro en su régimen político y administrativo. Comuníquese a quien corresponda y publíquese en la Gaceta Oficial. |

### Área y población durante el gobierno de Justo Rufino Barrios
En la siguiente tabla, tomada de la Guía Appleton para México y Guatemala de 1884, se muestra el área, cabecera y la población estimada de Izabal durante el gobierno de Justo Rufino Barrios, comparada con el departamento de Guatemala y con el resto del país:
| Departamento    | Área (millas²) | Población | Cabecera  | Población |
| --------------- | -------------- | --------- | --------- | --------- |
| Izabal          | 1 500          | 3 400     | Izabal    | 750       |
| Guatemala       | 700            | 100 000   | Guatemala | 50 000    |
| Total República | 50 600         | 1 198 500 |           |           |

### Ferrocarril del Norte
1. Puerto Barrios
2. Tenedores
3. Los Amates
4. Gualán
5. El Rancho
6. Panajax

El presidente General Justo Rufino Barrios pensó unir la capital con la costa del Atlántico por medio de un ferrocarril, en igual forma como se había hecho con la costa del Pacífico, por lo que el 4 de agosto de 1883 emitió un decreto «excitando el patriotismo de los guatemaltecos», a efecto de que con sus propios recursos se construyera el Ferrocarril del Norte como una empresa nacional. Para tal efecto, se imponía una suscripción anual y obligatoria de cuatro pesos durante 10 años, que debían pagar todas las personas que devengaban más de ocho pesos mensuales, con derecho a ser accionistas y así llevar a cabo la obra con fondos de los propios guatemaltecos.
Cuando el general Justo Rufino Barrios murió en 1885, los trabajos del ferrocarril se suspendieron y para entonces solamente se habían tendido 32 kilómetros de rieles. Varios años después, el presidente José María Reyna Barrios se empeñó en el proyecto y el 19 de julio de 1895 emitió el decreto N.º 513, publicado ese mismo día en el diario oficial, en que se ordenaba la fundación de la ciudad de Puerto Barrios. El General Reina Barrios colocó la primera piedra y declaró inaugurados los trabajos del ferrocarril.
Según la Demarcación Política de la República de Guatemala, Oficina de Estadística 1892, el 31 de diciembre de ese año, el departamento lo formaban los poblados siguientes: Izabal (cabecera departamental y municipal), Livingston, Santo Tomás, Quebradas y El Estor.
El 22 de noviembre de 1896 se inauguró el tramo de Zacapa a Puerto Barrios del Ferrocarril del Norte, considerado en ese momento un gran paso hacia las soluciones más urgentes de los problemas que afrontaba Guatemala.  El trazo abierto contaba con ciento y una millas, un poco más de la distancia total entre el puerto en el Atlántico y la Ciudad de Guatemala. Para entonces, el Norte de Guatemala era una región nueva, una fuente de riqueza no explorada y la construcción de la línea férrea prometía poder iniciar la explotación industrial y comercial de la región. La extensión total de la línea Puerto Barrios-Ciudad de Guatemala -por el derrotero de Panajax- era de ciento noventa y seis millas y nueve décimos, y se construyó en estas etapas: de Puerto Barrios a Tenedores, dieciocho millas; de Tenedores a Los Amates, cuarenta millas y ocho décimos; de Los Amates a Gualán, veintiuna millas un décimo; de Zacapa a El Rancho, treinta y cuatro millas; del Rancho a Panajax, treinta millas; de Panajax a la Ciudad de Guatemala, en el punto de empalme con el Ferrocarril del centro, treinta y dos millas.
El tramo hasta El Rancho de San Agustín estuvo concluido en marzo de 1897, dejando construidos un total de ciento treinta y cuatro millas y nueve décimos; sin embargo, aunque el tramo del Rancho a Panajax no ofrecía extraordinarias dificultades, las últimas treinta y dos millas hasta la Ciudad de Guatemala si exigían penosas condiciones de trabajo, e incluso la construcción de un alto puente a la entrada Noreste de la ciudad.  Para llegar hasta allí, se tuvieron que sortear numerosas dificultates: leguas de terreno pantanoso, trayectos de base quebradiza, carestía de jornaleros y -sobre todo- los cambios en los precios internacionales que, en los últimos dos años del gobierno del general Reina Barrios cayeron estrepitosamente, especialmente los del café y de la plata.
La línea férrea interoceánica quedó abandonada luego del fracaso de la Exposición Centroamericana de 1897, las revoluciones contra el presidente y su eventual asesinato el 8 de febrero de 1898, y no fue inaugurada sino hasta diez años después, por el presidente licenciado Manuel Estrada Cabrera el 19 de enero de 1908, con la llegada del Ferrocarril del Norte a Agua Caliente (El Progreso), donde se firmó el acta respectiva, continuando su recorrido hasta llegar a la ciudad Capital.
El entonces municipio de Izabal fue suprimido por acuerdo gubernativo del 7 de noviembre de 1935, que lo anexó como aldea al municipio de Los Amates.

### La presencia de la United Fruit Company
Gracias a las concesiones otorgadas a extranjeros, para 1901 la United Fruit Company (UFCO) comenzó a volverse la fuerza principal, no solamente en Izabal, sino que en toda Guatemala, tanto política como económica; el gobierno se subordinaba a menudo a los intereses de la Compañía (una de las principales de Centroamérica). La UFCO llegó a controlar más del 40% de la tierra cultivable del país y de otros países centroamericanos, así como también las instalaciones de Puerto Barrios, por medio del ferrocarril (International Railways of Central America (IRCA) y la flota mercante Great White Fleet que era la única que transportaba el banano hacia los Estados Unidos. Se debe recordar que la política económica norteamericana en ese momento estaba dirigida hacia el Canal de Panamá: con el canal en construcción desde 1903, su principal fin era asegurarse de una atmósfera pacífica y estable en toda la región centroamericana sin intervención de potencias europeas.  Por esta razón hubo un incremento en las operaciones de empresas norteamericanas en Centroamérica, entre los que se incluyó el crecimiento exponencial de las operaciones de la United Fruit Company.  Además, el presidente guatemalteco, licenciado Manuel Estrada Cabrera también tenía otro motivo para acercarse a los Estados Unidos:  el principal era que podía pedirle ayuda militar en caso de que Inglaterra enviara una flota militar para reclamar el pago de la deuda que Guatemala tenía con los bancos ingleses, y que se incrementó luego del gobierno de Barrios y, especialmente, tras el fracaso de la Exposición Centroamericana de 1897.

### Relación con la United Fruit Company tras la caída de Estrada Cabrera
En abril de 1920, cuando el Partido Unionista derrocó al presidente Manuel Estrada Cabrera, la United Fruit Company -quien había recibido una generosas concesión territorial de parte del derrocado presidente en Izabal- estaba en una situación difícil, enfrentando una huelga sin el recurso de que el dictador guatemalteco la reprimiera por ella, ya que este estaba luchando por su cuenta contra los unionistas.  Nuevos núcleos sindicales surgieron en las plantaciones bananeras de Morales y Los Amates, mientras que en Puerto Barrios el sindicato llegó a agrupar a más de doscientos cincuenta miembros. Como la huelga se reforzó y los Unionistas no ayudaban a la frutera en esta situación, la UFCO apoyó un golpe de Estado del general José María Orellana en 1921, quien rápidamente reprimió a los miembros de los sindicados y retornó la tranquilidad a las operaciones bananeras de la frutera en Izabal.

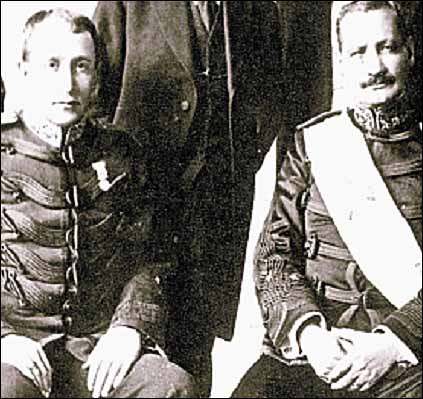
Presidente guatemalteco, general José María Orellana y su ministro de Guerra, general Jorge Ubico Castañeda. Fotografía de 1922.

A mediados de 1924, los portuarios de Puerto Barrios, claves para la exportación de banano y para las importaciones a Guatemala, demandaron la jornada de 8 horas y aumento de sus salarios.  La UFCO se negó a aceptar y no cedió; los trabajadores entonces se fueron a la huelga, a la cual se solidarizaron todos los trabajadores de las fincas de la frutera.  La UFCO pidió ayuda al gobierno del general José María Orellana que actuó con rapidez: tropas fueron enviadas a imponer el orden en Barrios; el choque fue brutal, saldándose con muerte y heridos entre los obreros.  La huelga tardó veintisiete días, pero la represión logró acabarla: veintidós dirigentes fueron encarcelados y luego expatriados.
A finales de 1924, los trabajadores de la «International Railways of Central America» (IRCA) demandaron la reducción de horas de trabajo, el aumento de salario y el respeto para su organización «Sociedad Ferrocarrilera».  Una vez más, la «frutera» (propietaria de la IRCA) se negó rotundamente a aceptar estas demandas y movilizó al gobierno de Orellana para reprimir violentamente la huelga de cinco mil trabajadores.

### Golpe de Estado de 1954

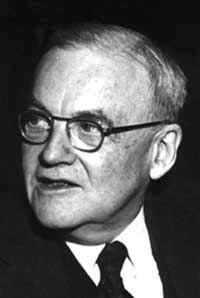
John Foster Dulles, Secretario de Estado del presidente Dwight Eisenhower y miembro del bufete de abogados que representó a la United Fruit Company en sus negociaciones con varios gobiernos latinoamericanos.

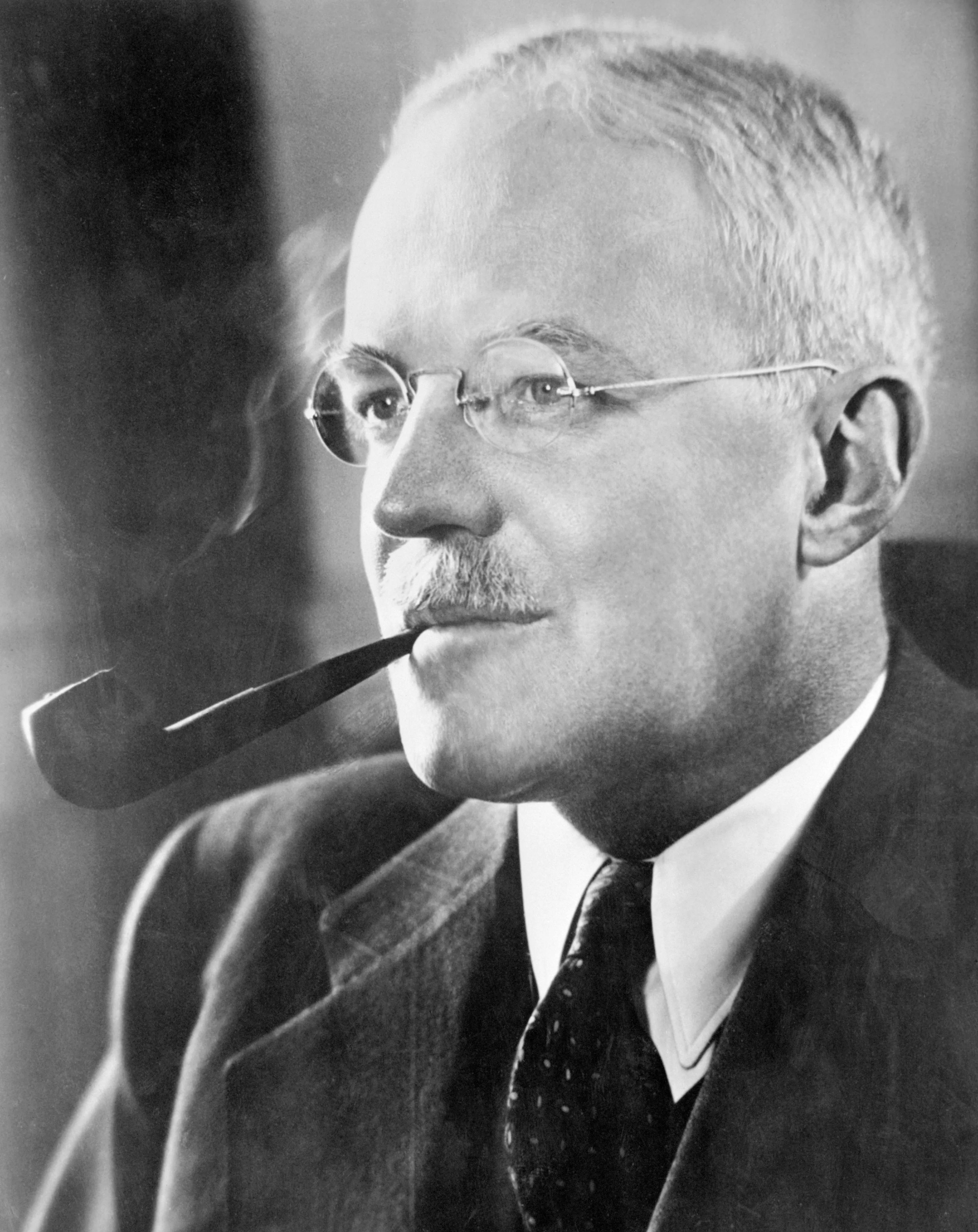
Allen Dulles, director de la CIA cuando ocurrió la Operación PBSUCCESS. Junto con su hermano, el Secretario de Estado estadounidense John Foster Dulles habían estado ligados a la United Fruit Company por 38 años.

El sistema de expropiación utilizado por la Reforma Agraria impulsada por el presidente Jacobo Árbenz Guzmán estaba basado en las reformas agrarias que los Estados Unidos habían realizado en Formosa y Japón y que estipulaban el pago en bonos a veinticinco años con una tasa del 3 por ciento anual.  Ahora bien, empresas como la United Fruit Company llevaban años de mantenerse evadiendo impuesto reportando un costo muy bajo de sus propiedades.  En marzo de 1953, Arbenz ratificó la expropiación de 234 000 acres de tierras ociadoas de la frutera en su plantación de 295,000 acres en Tiquisate  y en febrero de 1954, la UFCO perdió 173 000 acres ociosos de sus plantaciones en Bananera en Izabal; basado en el valor reportado al fisco, el gobierno de Guatemala compensó a la frutera con el pago de 1185 millones de dólares, que fue el valor reportado el 10 de mayo de 1952. La UFCO protestó y -con el apoyo del Departamento de Estado estadounidense, dirigido por el accionista de la UFCO John Foster Dulles- reclamó el pago del valor real, que era de 19,35 millones de dólares.
El presidente Jacobo Árbenz Guzmán intentó aplicar una ley a favor de la expropiación de las grandes propiedades (afectando a las tierras sin cultivar para repartirlas en pequeñas propiedades), a las que indemnizaría con bonos a largo plazo, fue depuesto por el militar Carlos Castillo Armas, gracias a la colaboración del gobierno de Washington, tras una serie de protestas formuladas por la UFCO ante el gobierno de EE. UU. contra el nuevo presidente guatemalteco. La «frutera» acusaba a Arbenz de «pretender alinear a Guatemala con la Unión Soviética», para lo cual se ofrecía a apoyar financieramente su derrocamiento, invocando que un golpe de Estado era necesario «en beneficio de los intereses de los Estados Unidos». Para sustentar la acusación, el director de la CIA estadounidense, Allen Dulles, acusó al régimen de Arbenz de «tentáculo del comunismo» y justificó así que EE. UU. patrocinase su derrocamiento en concordancia con la Doctrina Truman. 
En esta situación había un conflicto de intereses muy evidente: el propio Allen Dulles, siendo director general de la CIA, era al mismo tiempo socio de la firma de abogados que patrocinaba a la «United Fruit Company» en Estados Unidos, siendo acusado desde entonces que su verdadera motivación para acusar a Arbenz de «amenaza comunista» era simplemente proteger los beneficios de su cliente, aun causando un golpe de Estado y una gravísima crisis política en el extranjero para conseguir este fin. De hecho, muchos de los empleados gubernamentales vinculados al Departamento de Estado de EE. UU., y con influencia en la política exterior estadounidense, tenían en esa época intereses personales en la UFCO al ser simultáneamente sus abogados, cabildeadores, o representantes.

### Pacificación de oriente
Luego del fallido golpe de Estado contra el general Miguel Ydígoras Fuentes el 13 de noviembre de 1960, se inició la Guerra Civil de Guatemala. Entre 1964 y 1965, las Fuerzas Armadas de Guatemala iniciaron acciones contrar insurgentes en contra del Movimiento Revolucionario 13 - MR-13 -de noviembre en el oriente de Guatemala. En febrero y marzo de 1964, la fuerza aérea inició una campaña de bombardeos selectivos sobre las bases que el MR-13 tenía en Izabal, seguida de barridas contrainsurgentes en el vecino departamento de Zacapa que tuvieron el código de «Operación Halcón»; la operación concluyó entre in septiembre y octubre de 1965. Estas operaciones tuvieron el apoyo de militares estadounidenses. A principios de 1965, el gobierno de los Estados Unidos envió asesores del grupo de Boinas Verdes y de la CIA para entrenar al ejército guatemalteco en tácticas contrainsurgentes. Además, asesores de la policía y de seguridad pública de los Estados Unidos llegaron a Guatemala para reorganizar la estructura de la policía de las áreas urbanas.
En una operación encubierta realizada en marzo de 1966, el ejército guatemalteco secuestró, detuvo, torturó y ejecutó a treinta miembros del Partido Guatemalteco del Trabajo -PGT- organización comunista que actuaba clandestinamente en el país luego de ser proscrita en 1954. Cuando estudiantes de derecho de la Universidad de San Carlos intentaron presentar un recurso de habeas corpus también fueron secuestros. Estos hechos constituyeron los primeros casos de desapariciones forzadas masivas en la historia de América Latina. Estas prácticas se incrementarían considerablemente luego de que el presidente Julio César Méndez Montenegro tomara el poder el 1.º de julio de 1966; Méndez Montenegro, en un intento de calmar al ejército y mantener su apoyo para su gobierno- le dio carta blanca a las fuerzas armadas para que recurrieran a todos los medios necesarios para pacificar al país.
Con la autorización explítica del gobierno de Méndez Montenegro y el incremento en la ayuda militar estadounidense, el ejército -acompañado de unidades de policía militar - realizó una gran actividad pacificadora en los departamentos de Zacapa e Izabal en octubre de 1966. Esta campaña se lamó operación Guatemala y estuvo a cargo del coronel Carlos Arana Osorio, quien contó con entrenamiento y asesoría de aproximadamente mil elementos castrenses de los Estados Unidos.
Durante ese tiempo, se formaron grupos paramilitares con comisionados militares, los cuales fueron entrenados por el ejército guatemalteco.  La mayoría de los miembros de este grupo eran fanáticos de extrema derecha con lazos con el Movimiento de Liberación Nacional, fundado y dirigido por Mario Sandoval Alarcón, uno de los miembros del grupo que colaboró con Carlos Castillo Armas en el golpe de Estado de 1954. Para 1967, el ejército guatemalteco consideraba que tenía mil ochocientos comisionados militares bajo su control directo. Uno de los grupos más sanguinarios fue MANO, conocido también como la «Mano Blanca»; el MLN había creado este grupo paramilitar en 1966 para impedir que el presidente Méndez Montenegro llegara al poder, pero al no lograr este propósito, el ejército utilizó a la Mano Blanca para su aparato de seguridad antiterrorista. Los miembros de la Mano Blanca eran oficiales militares en su mayoría y la organización era patrocinada por terratenientes y entrenada por la inteligencia militar.
Se estima que las fuerzas armadas guatemaltecas mataron o desaparecieron aproximadamente quince mil civiles en tres años durante el gobierno de Méndez Montenegro. Por su parte, Amnistía Internacional estimó que en Zacapa e Izabal, las tropas y paramilitares a las órdenes de Arana Osorio habrían asesinado entre tres y ocho mil campesinos entre octubre de 1966 y marzo de 1968, aunque otros autores estiman que la cauda de muertos podría haber alcanzado los quince mil solo en Zacapa. Entre las víctimas había simpatizantes de la guerrilla, campesinos, líderes sindicales, intelectuales, estudiantes, y otros «enemigos del gobierno». La desesperación cundió en la guerrilla y se dieron deserciones y entregas voluntarias a las autoridades. A finales de 1968, el coronel Arana Osorio informó de manera oficial que se había neutralizado el accionar militar del PGT, las FAR y el MR-13 en el oriente guatemalteco determinó que la guerrilla no había «echado raíces» entre la población civil. Por su comportamiento durante esta ofensiva, Arana Osorio fue conocido como «el Chacal de Oriente».

### Explotación de níquel en el Estor
La explotación de níquel en El Estor, empezó en la década de 1950, cuando un terrateniente de la localidad mandó muestras muy promisorias a la Hanna Mining Company. Por su parte, desde el 11 de marzo de 1951, el departamento de Izabal pertenecía al Obispado de Zacapa, integrado por Zacapa, Chiquimula e Izabal.
El 30 de abril de 1968 se erigió la Administración Apostólica de Izabal, con sede en Puerto Barrios y comprende solo este departamento.
Durante el gobierno del licenciado Julio César Méndez Montenegro (1966-1970) se discutió la posibilidad de ceder las minas de níquel en Izabal a una empresa canandiense y tras permitir que los executivos de la empresa minera prácticamente reescribiera la ley de Minería de Guatemala, el gobierno empezó el proyecto para otorgar una concesión por 40 años para la explotación del níquel a la empresa «Explotaciones y Exploraciones Mineras de Izabal, S.A.» (EXMIBAL), subsidiaria de la compaña canadiense «International Nickel Company» (INCO).  La concesión no se concretó durante el gobierno de Méndez Montenegro, pero tan pronto como el general Carlos Arana Osorio inició su gestión presidencial el 1.º de julio de 1970, reabrió el caso de EXMIBAL y empezó a trabajar para cederle la concesión. Sin embargo, numerosos sectores sociales se opusieron a la misma, ya que argumentaban que resultaría muy onerosa para el país. Uno de los principales opositores fue la Comisión que la Universidad de San Carlos creó para analizar el asunto; entre los miembros de la comisión estaba el licenciado Oscar Adolfo Mijangos López, para entonces diputado en el Congreso y respetado intelectual guatemalteco.  Por su parte, los otros dos miembros de la comisión que investigaba a EXMIBAL fueron atacados a tiros en noviembre de 1970: el profesor Julio Camey Herrera y su colega, Alfonso Bauer Paiz; Camey murió a consecuencia de sus heridas, y Bauer Paz, herido, tuvo que salir al exilio.
Mijangos López se opuso rotundamente a las condiciones de la concesión que propuso el Gobierno a EXMIBAL y esto le costó la vida: el 13 de febrero de 1971 fue asesinado por desconocidos cuando salía de su oficina en la 4.ª avenida de la zona 1 de la Ciudad de Guatemala. El 8 de mayo de 1971 el gobierno de Arana Osorio finalmente otorgó la concesión a EXMIBAL; esta cubría 385 kilómetros cuadrados en el área de El Estor, con una inversión inicial de US$228 millones. La mina, construida en las montañas de los indígenas Q'eqchi incluía un complejo residencial de 700 casas, numerosas oficinas, un hospital, un pequeño centro comercial, escuela, una cancha de golf y un gran área de procesamiento industrial.
Hubo numerosas protestas populares en contra de EXMIBAL y contra la política agraria de los gobiernos militares de Guatemala durante los siguientes años. Hacia 1978, progresó la capacidad de organización de los campesinos, a través de los comités que reivindicaban la titulación de las tierras, fenómeno que preocupó al sector terrateniente y a las empresas trasnacionales, como EXMIBAL. Sin embargo, en 1978 se produjo la Masacre de Panzós (municipio de Alta Verapaz, vecino a El Estor) cuando campesinos del lugar reclamaban mejores tratos de los terratenientes del lugar; esta masacre causó un gran impacto nacional e internacional. El 1 de junio de 1978 se realizó una numerosa manifestación de protesta en la capital, encabezada por la AEU (Asociación de Estudiantes Universitarios): fue conocida como la Marcha de los Paraguas.
A partir de la masacre el Ejército inició en el Valle Polochic una represión selectiva contra los líderes comunitarios que reivindicaban tierras y así también contra sacerdotes mayas. A consecuencia de estos hechos, se veían a diario cadáveres de indígenas flotando en el río Polochic. La represión generalizada atemorizó e inmovilizó a la población. Las peticiones de tierras disminuyeron drásticamente. Desde 1978 hasta 1996 no volvería a realizarse una manifestación pública. 
Debido al incremento en el costo del petróleo, y a que el precio del níquel había caído considerablemente, EXMIBAL cesó sus operaciones en El Estor en 1981; debe destacarse que aunque la planta de procesamiento de EXMIBAL se cerró en 1981, sus desechos tóxicos se mantienen en el área.
Finalmente, en febrero de 2003, INCO anunció que vendió la concesión de EXMIBAL a otra compaña canadiense: la Geostar Metals, Inc., la cual inició una nueva fase de extracción de níquel en El Estor.

### Franja Transversal del Norte

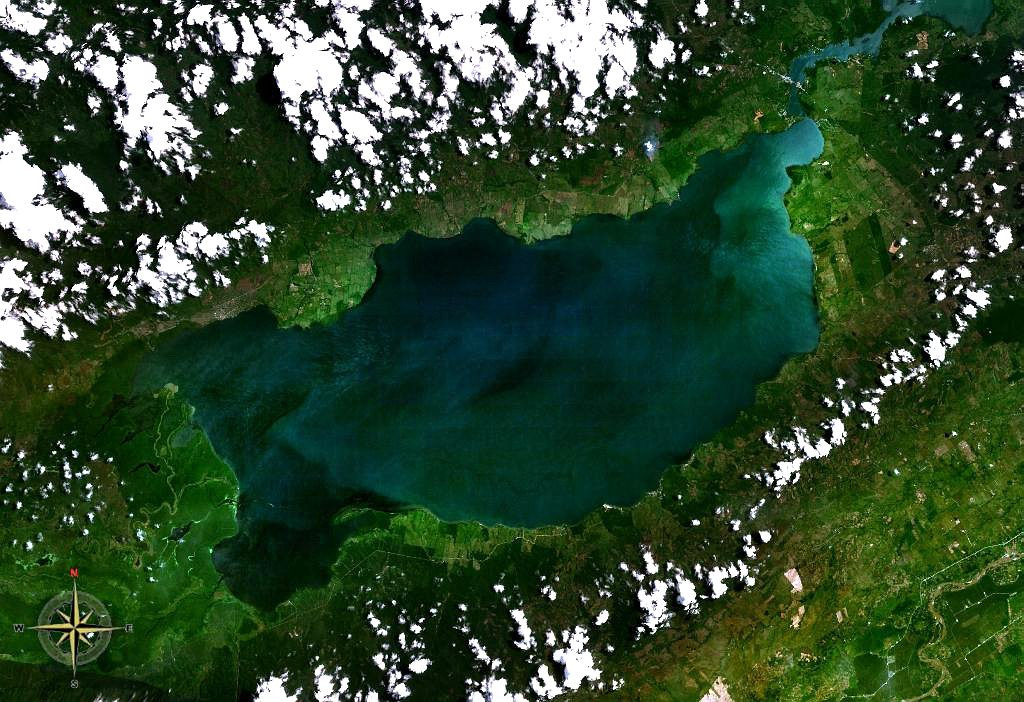
Lago de Izabal en Guatemala. Originalmente, era el límite de la Franja Transversal del Norte al este de Guatemala.

Tras el derrocamiento del presidente Jacobo Árbenz en 1954, se creó el Consejo de Planificación Económica (CNPE), el cual empezó a utilizar estrategias de libre mercado, asesorado por el Banco Mundial y por la Administración de Cooperación Internacional (ICA) del gobierno de los Estados Unidos.  El CNPE y la ICA crearon la Dirección General de Asuntos Agrarios (DGAA) la cual se encargó de desmantelar los efectos del Decreto 900 del gobierno de Jacobo Árbenz Guzmán.  La DGAA se encargó de la faja geográfica que colindaba con el límite departamental de Petén y las fronteras de Belice, Honduras y México, y que con el tiempo se llamaría Franja Transversal del Norte (FTN).

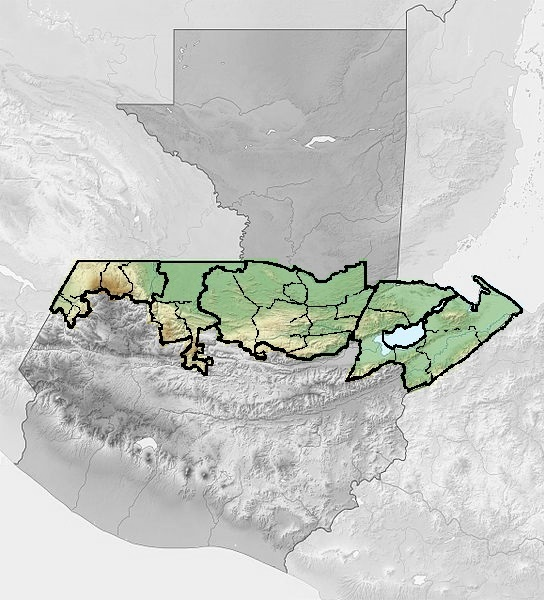
Mapa de la Franja Transversal del Norte

El primer proyecto colonizador en la FTN fue el de Sebol-Chinajá, en Alta Verapaz. Sebol, en ese entonces, era considerado como un punto estratégico y vía fluvial a través del río Cancuén, que comunicaba con Petén hasta el río Usumacinta en la frontera con México y la única carretera que existía era la de terrecería que construyó el presidente Lázaro Chacón en 1928.  En 1958, durante el gobierno del general Miguel Ydígoras Fuentes el Banco Interamericano de Desarrollo (BID) financió proyectos de infraestructura en Sebol.  En 1960, el entonces capitán del Ejército de Guatemala Fernando Romeo Lucas García heredó las fincas Saquixquib y Punta de Boloncó al nororiente de Sebol, Alta Verapaz, con una extensión de 15 caballerías cada una.  En 1963 compró la finca «San Fernando» El Palmar de Sejux con una extensión de 8 caballerías, y finalmente compró la finca «Sepur», cercana a «San Fernando», con una extensión de 18 caballerías.  Durante estos años fue diputado en el congreso de Guatemala y cabildeó para impulsar la inversión en esa zona del país.
En esos años, la importancia de la región estaba en la ganadería, la explotación de madera preciosas para exportación y la riqueza arqueológica.  Contratos madereros se dieron a empresas trasnacionales, como la Murphy Pacific Corporación de California, que invirtió 30 millones de dólares para la colonización del sur de Petén y Alta Verapaz, y formó la Compañía Impulsadora del Norte, S.A.  La colonización del área se hizo por medio de un proceso por el que se otorgaban tierras en zonas inhóspitas de la FTN a campesinos.
En 1962, la DGAA se convirtió en el Instituto Nacional de Transformación Agraria (INTA), por el decreto 1551 que creó la ley de Transformación Agraria.  En 1964, el INTA definió la geografía de la FTN como la parte norte de los departamentos de Huehuetenango, Quiché, Alta Verapaz e Izabal y ese mismo año sacerdotes de la orden Maryknoll y de la Orden del Sagrado Corazón iniciaron el primer proceso de colonización, junto con el INTA, llevando a pobladores de Huehuetenango al sector de Ixcán en Quiché.
La Franja Transversal del Norte fue creada oficialmente durante el gobierno del general Carlos Arana Osorio en 1970, mediante el Decreto 60-70 en el Congreso de la República, para el establecimiento de desarrollo agrario. Altos oficiales guatemaltecos —incluyendo el presidente Fernando Romeo Lucas García y el expresidente Kjell Eugenio Laugerud García— se convirtieron entonces en grandes terratenientes e inversionistas aprovechando las políticas de traslado de campesinos, acceso a información privilegiada, ampliación del crédito público y grandes proyectos de desarrollo; de hecho, la oficialidad guatemalteca formó el Banco del Ejército, y diversificó sus fondos de pensión.
Desde 1974, se venía explotando crudo comercialmente en las cercanías de la FTN a raíz de los descubrimientos realizados por las petroleras Basic Resources y Shenandoah Oil, que operaban conjuntamente en el campo petrolero de Rubelsanto, Alta Verapaz. En 1976, cuando Laugerud García llegó a visitar la cooperativa Mayalán en el sector de Ixcán, Quiché, el cual se había formado apenas diez 12 años antes, dijo:  «Mayalán está asentada en la cima del oro», dejando entrever que la Franja Transversal del Norte ya no sería dedicada a la agricultura ni al movimiento cooperativista, sino que sería utilizada por objetivos estratégicos de explotación de recursos naturales.. Tras esa visita presidencial, ambas compañías petroleras realizaron exploraciones en tierras de Xalbal, muy cerca de Mayalán en el Ixcán, donde perforaron el pozo «San Lucas» con resultados infructuosos. Esas exploraciones, que abrieron el camino para futuros experimentos petroleros en Ixcán, y el resto de la FTN, también fueron el principal motivo para la construcción de la carretera de terracería que recorre la Franja. Shenandoah Oil, el Instituto Nacional de Transformación Agraria (INTA) y el Batallón de Ingenieros del Ejército se coordinaron para construir ese corredor entre 1975 y 1979, lo que a la postre permitió que políticos, militares y empresarios poderosos de la época se adueñaran de muchas de las tierras donde yacían la riqueza maderera y el potencial petrolero..
La presencia del Ejército Guerrillero de los Pobres en Quiché, especialmente en la región petrolera de Ixcán, hizo que la guerra civil se recrudeciera en el área y los proyectos no se llevaran a cabo.  La región quedó en un parcial abandono hasta 2008, que se inició la construcción de la carretera en la franja.
Tras el derrocamiento de Lucas García el 23 de marzo de 1982, subió al poder un triunvirato militar encabezado por el general Efraín Ríos Montt, junto con los coroneles Horacio Maldonado Shaad y Francisco Gordillo.  El 2 de junio de 1982, periodistas internacionales le realizaron una entrevista a Ríos Montt, quien dijo lo siguiente referente gobierno de Lucas García y la Franja Transversal del Norte:
| 1. ¿Cuáles fueron las causas del golpe de estado? Hubo muchas causas; había llegado a tal forma de descomposición el gobierno que él mismo estaba cortándose sus raíces; ya no tenía raíces ni en el pueblo ni en las instituciones. Como consecuencia se cayó; así, simple y llanamente. 2. ¿Había corrupción en el gobierno anterior? Tengo entendido que muchísima corrupción. Se llegó a tal grado con la corrupción que, siendo Guatemala un país con grandes reservas económicas, en dos años se acabaron las reservas económicas; y además dejaron hipotecado todo el país con las grandes construcciones que hicieron, como anillos periféricos que realmente no tenían ningún concepto de planificación desde el punto de vista de tránsito y de tráfico. 3. Durante el gobierno de Lucas García había muchos proyectos sociales, mucho más que en gobiernos anteriores, excepto en los gobiernos revolucionarios (1944-1954). ¿Cómo va a ser diferente este gobierno? No fue Lucas García sino que el gobierno en sí; ellos dieron parcelas a las orillas de la Transversal del Norte, para sacar (a los campesinos) de los terrenos en donde había petróleo. Después dieron tierras porque compraron tierras para quedarse con el dinero de la venta de fincas. Había unos terrenos de un determinado dueño, y agarró a esa gente y la tiró a lo largo de la Transversal del Norte, por eso hicieron la carretera a la Transversal del Norte: para paliar nada más la protesta de esta gente que fue sacada de sus terrenos, en donde había petróleo. |

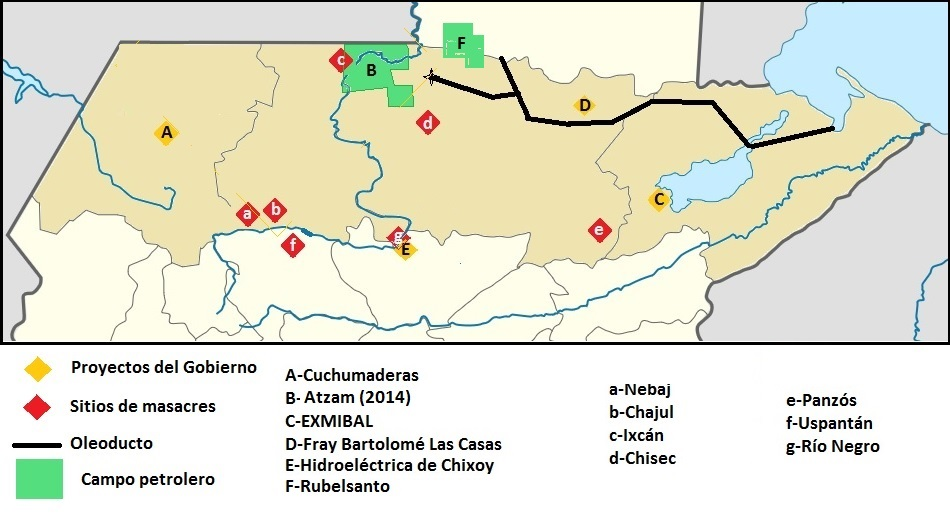
Ubicación de proyectos gubernamentales y de masacres en el área de la Franja Transversal del Norte. Obsérvese el campo petrolero de Atzam que se encuentra operativo en Ixcán.

### Propiedades del presidente Otto Pérez Molina
En julio de 2015 el diario guatemalteco ElPeriódico publicó un reportaje sobre las propiedades que el presidente Otto Pérez Molina posee en Los Amates, a orillas del Lago de Izabal. Por medio de sus empresas, Plantas de Exportación y Vista Servicios Electrónicos, el presidente Pérez Molina habría comprado al menos seis fincas en Boca Ancha, los Amates que fueron adjudicadas por Fontierras en un proceso aparentemente plagado de ilegalidades;  una de las propiedades compradas por el mandatario le perteneció al narcotraficante Arturo Paredes Córdova, asesinado en noviembre de 2010.

## Vicariato de Izabal
El Vicariato Apostólico de Izabal fue creado por Juan Pablo II, el 12 de marzo de 1988. El primer obispo vicario de Izabal fue Luis María Estrada Paetau, O.P., obispo emérito de Izabal. A su muerte le sucedió en el cargo, Gabriel Peñate Rodríguez, quien renunció por motivos de salud y fue sucedido por Mario Enrique Ríos Mott, quien fungió como administrador apostólico, mientras la Santa Sede nombraba al nuevo obispo vicario apostólico. El Vicariato de Izabal en la actualidad está a cargo del obispo vicario apostólico de Izabal Domingo Buezo Leiva, nombrado por el papa Benedicto XVI el 4 de mayo del año 2013.
El Vicariato de Izabal alberga diecinueve parroquias y posee veintinueve sacerdotes seculares.

## Idioma
El idioma oficial y más hablado es el español, sin embargo, desde 1800 se alterna el idioma garífuna que es el resultado del mestizaje de tres grupos étnicos: los indios caribes que son naturales de esas islas, los araguacos procedentes de la América del Sur y los negros africanos. En Estor y parte de Livingston también se habla el queqchí, ya que la parte occidental de este departamento ha sido habitada por la etnia del mismo nombre.

## Economía
Izabal es uno de los departamentos que ofrece mayor riqueza al país, por la fertilidad de su suelo, los recursos minerales, accesibilidad por las vías de comunicación, los puertos marítimos y alternativas dentro del sector turístico.
Este departamento es eminentemente agrícola y su principal producto de exportación es el banano, aunque sus cultivos se han diversificado y actualmente producen arroz, maíz y las frutas propias del lugar cálido; y la explotación del subsuelo para la extracción de minerales.
Se localizan en Izabal, los puertos Santo Tomás y Puerto Barrios, que tienen la capacidad de atracar barcos de gran callado en sus muelles, constituyéndose en puntos esenciales de intercambio internacional en el Océano Atlántico.
Las artesanías de este departamento, son elaboradas por las hábiles manos de sus pobladores, las cuales se dedican a fabricar instrumentos musicales, joyas, cestería, utensilios de cocina y artículos decorativos. Tienen mayor demanda la elaboración de redes para la pesca, fabrican y pintan máscaras para rituales, así como sísiras (chinchines) que se utilizan para otras fiestas no religiosas.
También diseñan artículos de ornamentación con materiales como el jade y productos del mar, especialmente en la variedad de conchas con las que se hacen collares, aretes, anillos, pulseras y peinetas.
En el departamento de Izabal (del 100% de su población) tiene un 59,9% en pobreza o un 35,2% en pobreza extrema según datos del PNUD 2014. 

## Centros turísticos y arqueológicos

Algunos destinos turísticos de Guatemala
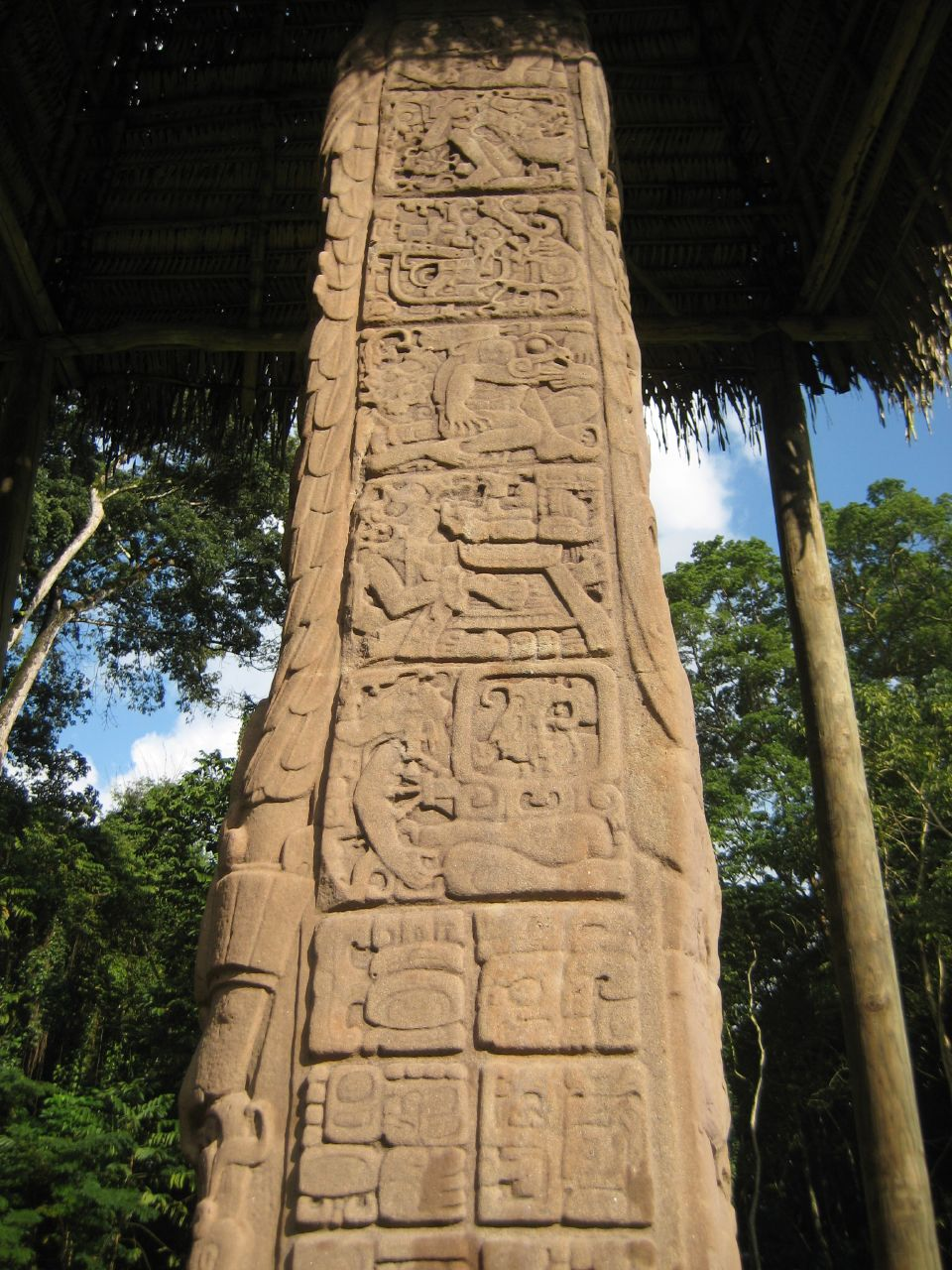
Quiriguá
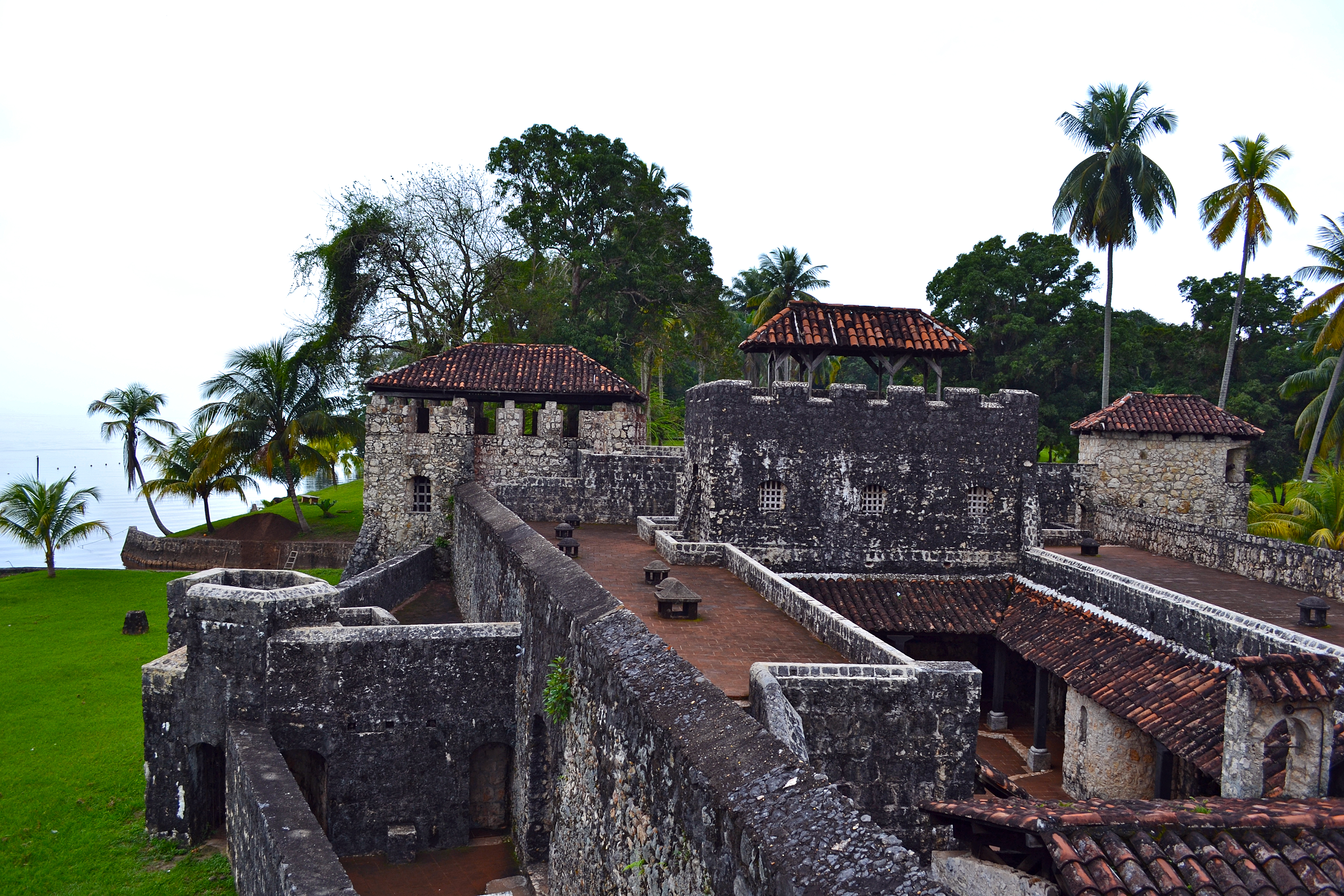
Castillo de San Felipe de Lara
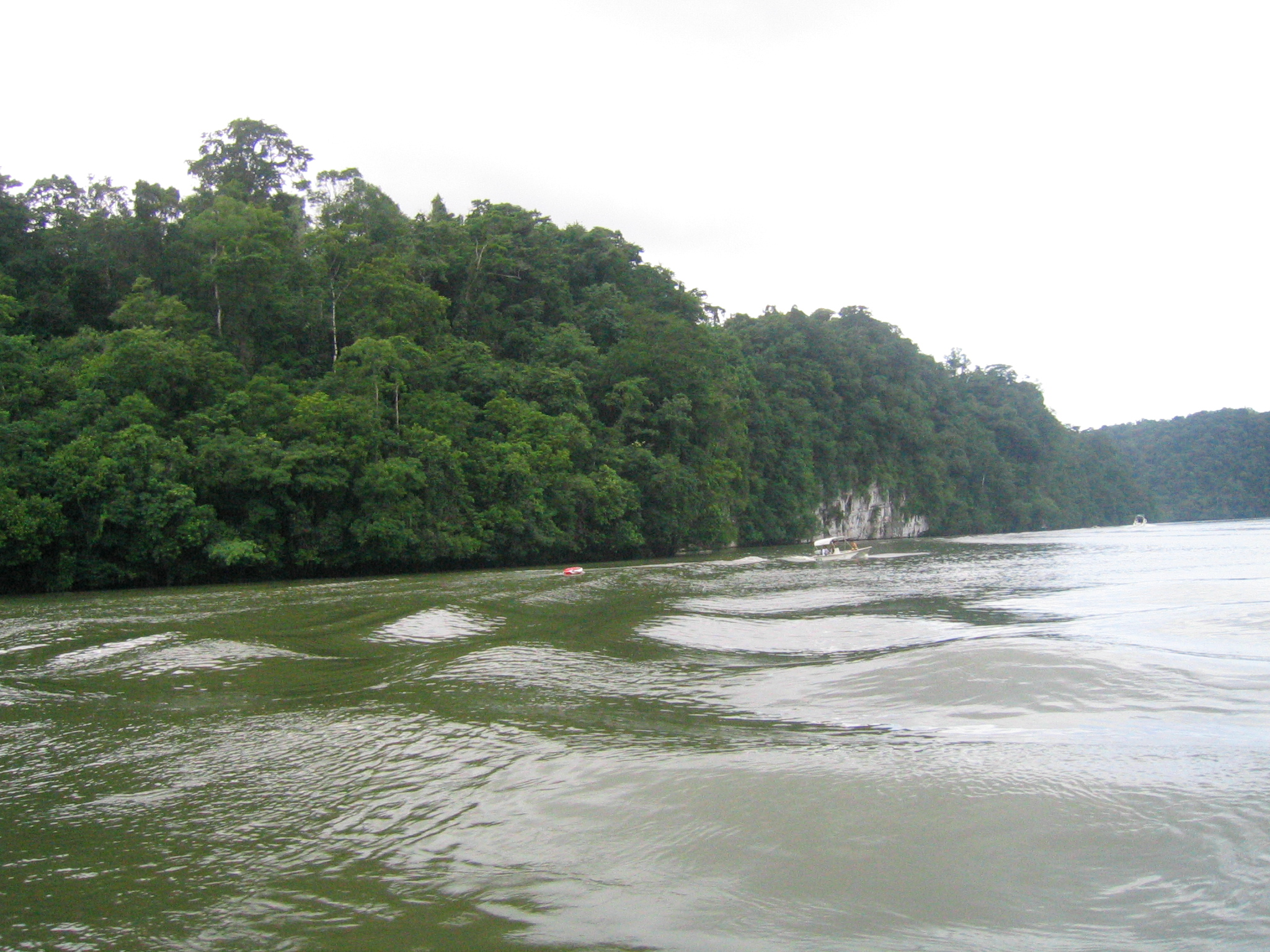
Río Dulce
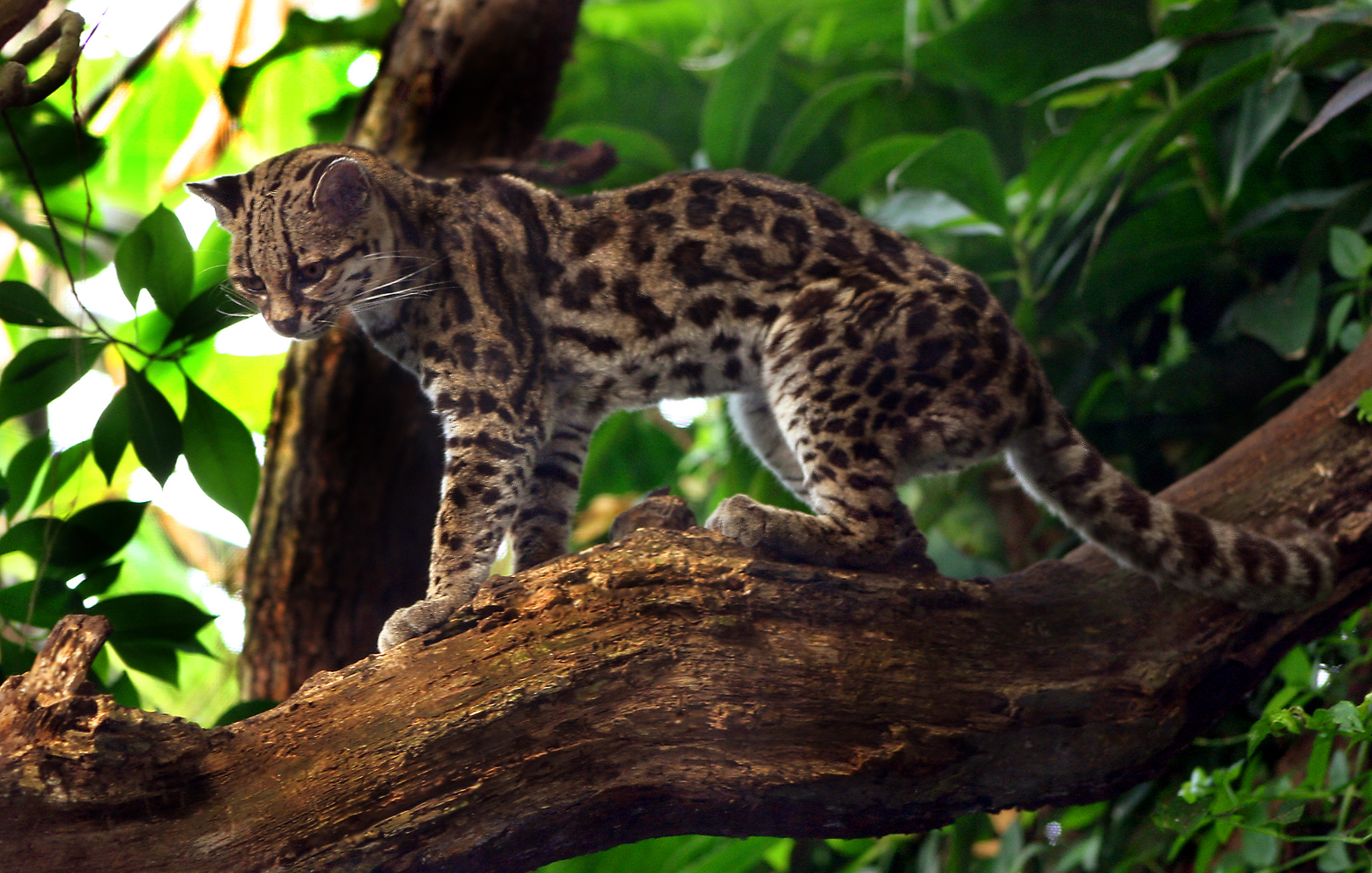
Sierra de las Minas
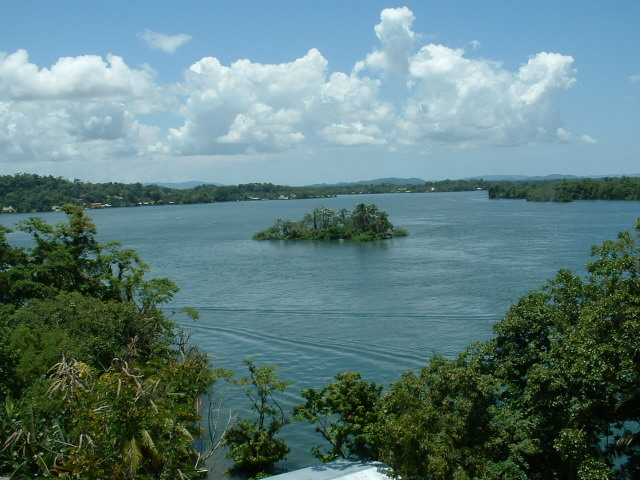
Golfete Dulce
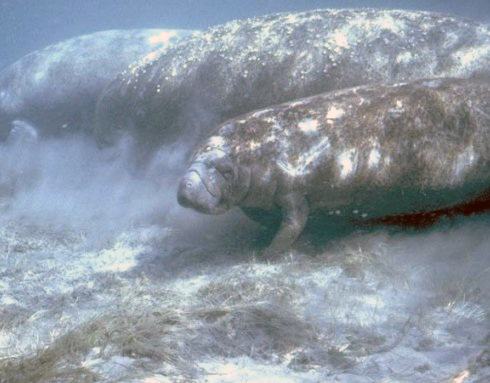
Biotopo protegido Chocón Machacas

### Sitio arqueológico de Quiriguá
Como atractivo arqueológico se encuentra Quiriguá, sitio arqueológico de singular importancia en Guatemala. Posee las estelas más altas de la civilización Maya. Está situado a poca distancia de Puerto Barrios, en el Valle Bajo del Río Motagua. El sitio arqueológico de Quiriguá, está compuesto por las siguientes estructuras: El Centro Mayor, plaza Central, juego de pelota, la acrópolis y zoomorfos. El primer visitante europeo en publicar un relato sobre Quiriguá fue el arquitecto y artista Inglés Frederick Catherwood, que llegó a las ruinas en Izabal en 1840. El propietario anterior, de apellido Payés, había relatado la existencia de las ruinas a sus hijos y a Carlos Meiney, un inglés de Jamaica residente en Guatemala. El anciano Payés había fallecido recientemente y sus tierras pasaron a sus hijos. Como ninguno de los hijos Payés, ni Meiney habían visitado las ruinas, invitaron a John Lloyd Stephens y Catherwood a unirse a ellos en su primer viaje al sitio. Stephens tenía otras obligaciones que atender, pero Catherwood acompañó los hermanos Payés a Quiriguá. Debido a condiciones climáticas adversas, solamente pudieron permanecer un corto tiempo en las ruinas, pero Catherwood logró hacer dibujos de dos de las estelas, los cuales fueron publicados con un breve relato de su visita en el libro de John Lloyd Stephens «Incidents of Travel in Central America, Chiapas, and Yucatan» en 1841. Quiriguá fue el primer sitio que Stephens y Catherwood podían afirmar haber descubierto. Un relato más extenso de las ruinas fue escrito por el Dr. Karl Scherzer en 1854.
El Instituto Carnegie llevó a cabo varios proyectos en Quiriguá entre 1915 y 1934, y Aldous Huxley, después de visitar el sitio en la década de 1930, señaló que «las estelas de Quiriguá conmemoran el triunfo del hombre sobre el tiempo y la materia y el triunfo del tiempo y la materia sobre el hombre.»  Quiriguá fue uno de los primeros sitios arqueológicos mayas que fue intensamente estudiado, aunque no se realizó mucha restauración y las ruinas se cubrieron de selva nuevamente.
Quiriguá fue declarado Monumento Nacional de Guatemala en 1970 por el Acuerdo Ministerial 1210 y fue declarado parque arqueológico bajo el Acuerdo Gubernativo 35-74 del 19 de junio de 1974.
De 1974 a 1979, se llevó a cabo un extenso proyecto arqueológico en Quiriguá patrocinado por el Instituto de Antropología e Historia de Guatemala, la Universidad de Pensilvania y la National Geographic Society. Bajo la dirección de Robert Sharer y William R. Coe se realizó la excavación de la acrópolis, limpiando los monumentos y estudiando los conjuntos periféricos. Quiriquá fue declarado Patrimonio de la Humanidad en 1981, y en 1999 la UNESCO aprobó una donación de veintisiete mil dólares para la "ayuda de emergencia para la rehabilitación del sitio arqueológico de Quiriguá".
El área de 34 hectáreas que conforman el parque arqueológico de Quiriguá ha sido acondicionado para el turismo con la construcción de un museo, aparcamiento e instalaciones sanitarias y está abierto al público diariamente.  En el año 2003 el parque arqueológico Quiriguá se adscribe al Ministerio de Cultura y Deportes de Guatemala (Acuerdo Gubernativo 673-2003). El parque arqueológico funciona como un refugio para diversas especies de flora y fauna de la región menor como roedores, murciélagos, armadillos, tepezcuintles y reptiles, su mayor importancia radica en que es una estación o paso para aves locales y migratorias en su ruta hacia el sur; estudios en áreas protegidas cercanas al sitio indican la abundancia y diversidad de aves que residen y que pasan por Quiriguá cerca de cuatrocientas especies de aves.

### Castillo de San Felipe de Lara

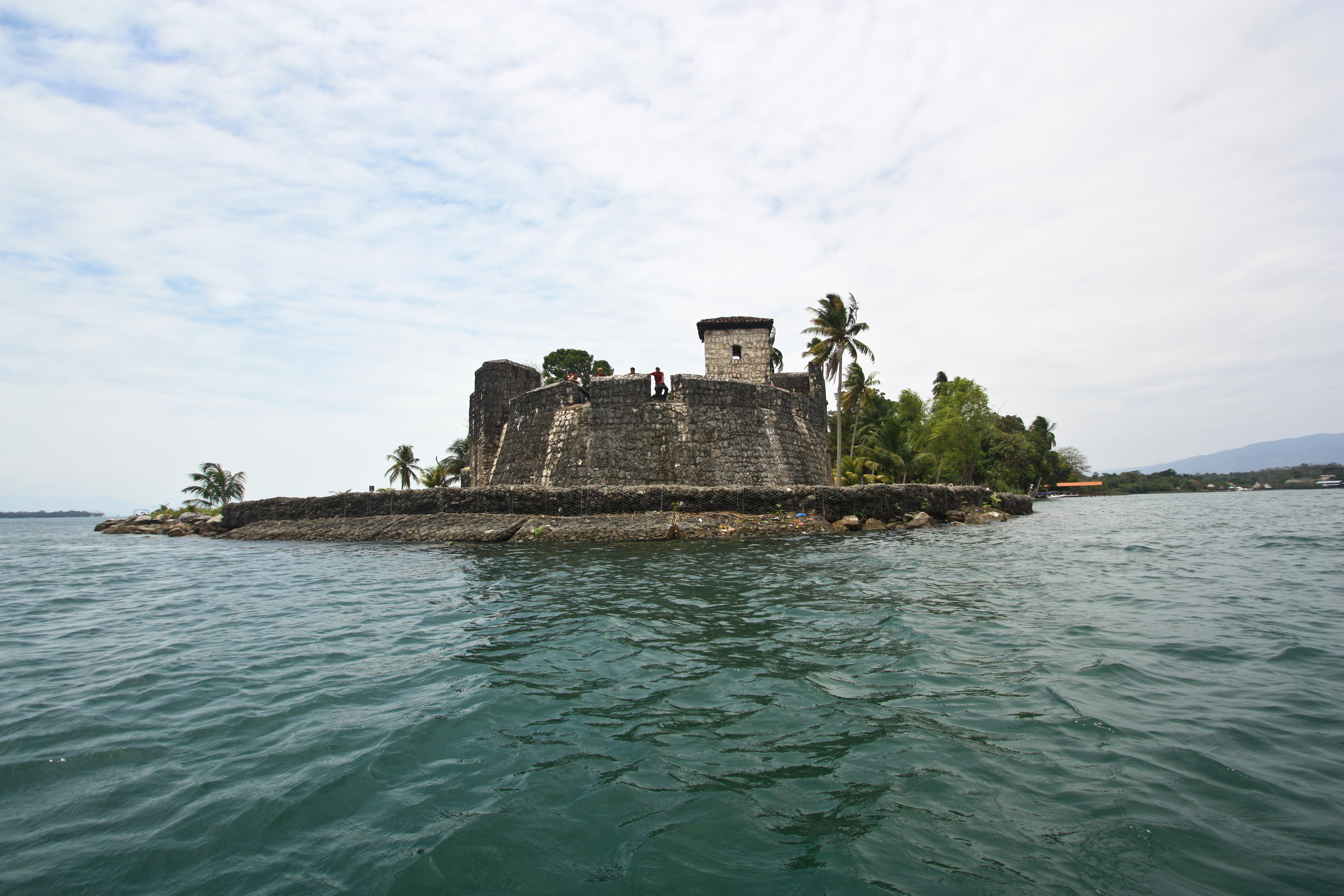
Castillo de San Felipe en 2010

El Castillo de San Felipe de Lara, construido en 1652 en honor al Oidor Antonio Lara y Mangravo, se encuentra situado en el municipio de Livingston, ubicado en el lugar en que el Río Dulce sale del Lago de Izabal. Era utilizado para defender la soberanía de la Capitanía General de Guatemala, evitando que los piratas ingleses se internaran en territorio guatemalteco, navegando el Río Dulce hacia el Lago de Izabal y de allí internarse en la región. Fue incendiado en 1686 por el pirata Sharp. Aun quedan vestigios de los cañones y se dice que por las noches se atravesaba de un lado a otro del río, frente al castillo, una enorme cadena para evitar el paso de los barcos.

### Otros atractivos
Como atractivos naturales, Río Dulce es considerado como uno de los lugares más bellos de la República, por su majestuosidad y belleza que impresionan, tanto a los turistas nacionales como extranjeros que lo visitan para admirarlo; así como las costas del Lago de Izabal y sus playas de arena blanca, como playa Dorada, que hacen de este lugar, un gran atractivo para los visitantes; así también, en la bahía de Amatique, Izabal brinda refugio a varios atractivos que reflejan un paisaje tropical y la belleza del Mar Caribe, entre ellos: Punta de Palma, playa la Graciosa, Punta de Manabique y los Cayos del Diablo.
Las tierras de Izabal fueron pobladas por indígenas mayas que dejaron vestigios de su cultura, siendo estos: Quiriguá, Chapulco, Nito, Carpul, Araphoe, Playitas, Chinamito, Las Quebradas, Matilisguate, Xoocoló, Cuenca del Choón, y Miramar Bella Vista.

## Costumbres y tradiciones  de Izabal
En izabal de manera tradicional se han celebrado dos ferias titulares en la cabecera: del 4 al 14 de mayo, al tenor del acuerdo gubernativo del 27 de marzo de 1956 en honor del Sagrado Corazón de Jesús. Por su parte, el acuerdo gubernativo del 14 de octubre de 1974 transfirió para los días del 14 al 21 de mayo la feria titular de la cabecera departamental.

### Danzas
El lugar donde se presentan danzas garifunas es en Livingston. Las más populares, famosas e importantes son: El Yancunú, El Sambai, La Punta, La Samba, El Jungujugu y otras. La población Q'eqchi' practica la danza Del Venado, la Danza del Tun y la del cortez en poblaciones como Livingston y El Estor.
La historia del Yancunú registra una danza guerrera, con traje y máscaras de mujer, que es bailada únicamente por varones, pero esto no quiere decir que de vez en cuando la baile una mujer. Esta danza recuerda un hecho del siglo XVII suscitado en la Isla de Roatán, cuando los ingleses la habían posesionado, y que los garífunas, vistiéndose de mujer, la recuperaron en una batalla memorable.
Otra danza importante es El Jungujugu, el rito por excelencia de los garifunas. 
Es una variante del vudú haitiano, pero que ellos llaman Chugu. Estas son modalidades de un baile colectivo y espontáneo en torno a los garaones (tambores), y sísiras (sonajas) construidos por ellos mismos; siendo la punta el más popular.

### Cofradías
En Izabal se conocen más las hermandades que las cofradías, ya que la cultura garífuna, es un grupo dominante de esta región costera, reconociendo tradicionalmente el concepto de hermandad para la organización de sus festividades.
Las hermandades garifunas son de orden católico y se organizan para celebrar la fiesta de su santo patrono, para lo que suelen recaudar fondos a través de rifas, contribuciones de sus miembros y donaciones de particulares.

### Fiestas patronales
- El Estor: el 29 de junio, en honor al Apóstol San Pedro.
- Los Amates: el 3 de mayo, día de la Santa Cruz.
- Puerto Barrios: el 30 de mayo
- Livingston: el 28 de diciembre, en honor a los santos inocentes.
- Morales: el 19 de marzo, en honor al Patrón San José.